# Ruder-Europameisterschaften 2014
Die Ruder-Europameisterschaften 2014 wurden vom 30. Mai bis zum 1. Juni 2014 in Belgrad, Serbien ausgetragen. Die Regatta fand auf der Ada-Ciganlija-Regattastrecke statt, einem abgetrennten Teil der Save. Die Finals aller 17 Bootsklassen wurden am 1. Juni ausgetragen. Bei den europäischen Titelkämpfen waren 644 Ruderer in 244 Mannschaften aus 36 europäischen Nationen gemeldet.

## Ergebnisse
Hier sind die Medaillengewinner aus den A-Finals aufgelistet. Diese waren mit sechs Booten besetzt, die sich über Vor- und Hoffnungsläufe sowie Halbfinals für das Finale qualifizieren mussten. Die Streckenlänge betrug in allen Läufen 2000 Meter.

### Männer
| Bootsklasse                                  | Gold | Gold    | Silber | Silber  | Bronze | Bronze  |
| -------------------------------------------- | --- | ------- | --- | ------- | --- | ------- |
| Einer (M1x)                                  | Tschechien Ondřej Synek | 6:54,95 | Deutschland Marcel Hacker | 6:56,12 | Litauen Mindaugas Griškonis | 7:00,33 |
| Leichtgewichts-Einer (LM1x)                  | Portugal Pedro Fraga | 6:51,72 | Italien Marcello Miani | 6:54,42 | Schweiz Michael Schmid | 6:56,44 |
| Doppelzweier (M2x)                           | Litauen Rolandas Maščinskas Saulius Ritter | 6:08,82 | Aserbaidschan Aleksandar Aleksandrov Boris Yotov | 6:09,36 | Deutschland Hans Gruhne Stephan Krüger | 6:10,09 |
| Leichtgewichts-Doppelzweier (LM2x)           | Frankreich Stany Delayre Jérémie Azou | 6:11,80 | Deutschland Konstantin Steinhübel Lars Hartig | 6:13,22 | Norwegen Kristoffer Brun Are Strandli | 6:13,28 |
| Doppelvierer (M4x)                           | Ukraine Dmytro Michai Artem Morosow Oleksandr Nadtoka Iwan Dowhodko                                                                                         | 5:41,92 | Vereinigtes Königreich Graeme Thomas Sam Townsend Charles Cousins Peter Lambert                                                                                   | 5:42,19 | Deutschland Karl Schulze Kai Fuhrmann Philipp Wende Tim Grohmann                                                                                     | 5:42,83 |
| Zweier ohne Steuermann (M2-)                 | Serbien Veselin Savić Dušan Bogićević | 6:21,75 | Niederlande Rogier Blink Mitchel Steenman | 6:21,99 | Deutschland Bastian Bechler Anton Braun | 6:24,71 |
| Leichtgewichts-Zweier ohne Steuermann (LM2-) | Schweiz Simon Niepmann Lucas Tramèr | 6:29,57 | Vereinigtes Königreich Sam Scrimgeour Jonathan Clegg | 6:30,32 | Niederlande Tim Weerkamp Ivo de Graaf | 6:30,49 |
| Vierer ohne Steuermann (M4-)                 | Vereinigtes Königreich Alex Gregory Mohamed Sbihi George Nash Andrew Triggs Hodge                                                                           | 5:46,86 | Griechenland Giannis Tsilis Dionysios Angelopoulos Georgios Tziallas Ioannis Christou                                                                             | 5:51,02 | Italien Cesare Gabbia Paolo Perino Giovanni Abagnale Giuseppe Vicino                                                                                 | 5:51,72 |
| Leichtgewichts-Vierer ohne Steuermann (LM4-) | Dänemark Kasper Winther Jacob Larsen Jacob Barsøe Morten Jørgensen                                                                                          | 6:08,81 | Vereinigtes Königreich Mark Aldred Peter Chambers Richard Chambers Chris Bartley                                                                                  | 6:10,97 | Frankreich Augustin Mouterde Thomas Baroukh Franck Solforosi Guillaume Raineau                                                                       | 6:12,81 |
| Achter (M8+)                                 | Deutschland Max Planer Felix Wimberger Andreas Kuffner Eric Johannesen Richard Schmidt Malte Jakschik Maximilian Reinelt Felix Drahotta Martin Sauer (Stm.) | 5:33,95 | Russland Anton Saruzki Dmitri Kusnezow Artjom Kossow Georgi Jefremenko Iwan Balandin Nikita Morgatschow Iwan Podschiwalow Alexander Kulesch Pawel Safonkin (Stm.) | 5:34,99 | Vereinigtes Königreich Scott Durant Oliver Cook Philip Congdon Matthew Gotrel Peter Reed William Satch Matthew Tarrant James Foad Phelan Hill (Stm.) | 5:35,56 |

### Frauen
| Bootsklasse                        | Gold | Gold    | Silber | Silber  | Bronze | Bronze  |
| ---------------------------------- | --- | ------- | --- | ------- | --- | ------- |
| Einer (W1x)                        | Tschechien Miroslava Knapková | 7:42,74 | Niederlande Chantal Achterberg | 7:43,02 | Irland Sanita Pušpure | 7:43,04 |
| Leichtgewichts-Einer (LW1x)        | Griechenland Aikaterini Nikolaidou | 7:33,12 | Niederlande Marie-Anne Frenken | 7:34,95 | Deutschland Leonie Pless | 7:35,86 |
| Doppelzweier (W2x)                 | Polen Magdalena Fularczyk-Kozłowska Natalia Madaj | 6:52,15 | Litauen Donata Vištartaitė Milda Valčiukaitė | 6:52,59 | Niederlande Nicole Beukers Inge Janssen | 6:56,60 |
| Leichtgewichts-Doppelzweier (LW2x) | Italien Laura Milani Elisabetta Sancassani | 6:54,85 | Deutschland Lena Müller Anja Noske | 6:55,56 | Vereinigtes Königreich Imogen Walsh Katherine Copeland | 6:55,77 |
| Doppelvierer (W4x)                 | Belarus Kazjaryna Karsten Tatjana Kuchta Julija Bitschyk Jekaterina Schljupskaja                                                                          | 6:14,64 | Deutschland Marie-Cathérine Arnold Julia Lier Julia Richter Mareike Adams                                                                                             | 6:15,38 | Polen Agnieszka Kobus Maria Springwald Joanna Dittmann Monika Ciaciuch                                                                                             | 6:17,81 |
| Zweier ohne Steuerfrau (W2-)       | Vereinigtes Königreich Helen Glover Polly Swann | 7:03,62 | Rumänien Cristina Grigoraș Laura Oprea | 7:08,52 | Niederlande Aletta Jorritsma Heleen Boers | 7:10,56 |
| Achter (W8+)                       | Rumänien Roxana Cogianu Nicoleta Albu Cristina Ilie Irina Dorneanu Mihaela Petrilă Ioana Crăciun Adelina Cojocariu Andreea Boghian Daniela Druncea (Stf.) | 6:16,64 | Vereinigtes Königreich Rosamund Bradbury Olivia Carnegie-Brown Catherine Greves Donna Etiebet Jessica Eddie Zoe Lee Caragh McMurtry Louisa Reeve Zoe de Toledo (Stf.) | 6:18,32 | Deutschland Julia Lepke Anne Becker Michaela Schmidt Alexandra Höffgen Charlotte Reinhardt Katrin Reinert Kerstin Hartmann Kathrin Marchand Laura Schwensen (Stf.) | 6:19,97 |

## Medaillenspiegel
| Platz | Land                   | Gold | Silber | Bronze | Gesamt |
| ----- | ---------------------- | ---- | ------ | ------ | ------ |
| 1     | Vereinigtes Königreich | 2    | 4      | 2      | 8      |
| 2     | Tschechien             | 2    |        |        | 2      |
| 3     | Deutschland            | 1    | 4      | 5      | 10     |
| 4     | Italien                | 1    | 1      | 1      | 3      |
| 4     | Litauen                | 1    | 1      | 1      | 3      |
| 6     | Griechenland           | 1    | 1      |        | 2      |
| 6     | Rumänien               | 1    | 1      |        | 2      |
| 8     | Frankreich             | 1    |        | 1      | 2      |
| 8     | Polen                  | 1    |        | 1      | 2      |
| 8     | Schweiz                | 1    |        | 1      | 2      |
| 11    | Belarus                | 1    |        |        | 1      |
| 11    | Dänemark               | 1    |        |        | 1      |
| 11    | Portugal               | 1    |        |        | 1      |
| 11    | Serbien                | 1    |        |        | 1      |
| 11    | Ukraine                | 1    |        |        | 1      |
| 16    | Niederlande            |      | 3      | 3      | 6      |
| 17    | Aserbaidschan          |      | 1      |        | 1      |
| 17    | Russland               |      | 1      |        | 1      |
| 19    | Irland                 |      |        | 1      | 1      |
| 19    | Norwegen               |      |        | 1      | 1      |
| Summe | Summe                  | 17   | 17     | 17     | 51     |